# Muser
Muser je redkejši priimek v Sloveniji.

## Znani nosilci priimka
- Erna Muser (1912—1991), šolnica, pesnica, prevajalka in publicistka